# Willy Rizzo
Willy Rizzo (22. října 1928 v Neapoli, Itálie – 25. února 2013 v Paříži, Francie) byl italský fotograf a designér. Ve Francii byl známý především svými fotografiemi norimberských procesů a svými stylově určujícími návrhy nábytku.

## Fotograf
Rizzo začal svou kariéru fotografa v Paříži na počátku čtyřicátých let. Zpočátku pracoval jako fotoreportér pro různé agentury a časopisy. Později fotografoval především módní události a celebrity. Rizzo během své kariéry ztvárnil řadu významných osobností, včetně Marilyn Monroe, Pabla Picassa, Salvadora Dalího, Brigitte Bardotové, Marlene Dietrichové, Coco Chanel nebo Jacka Nicholsona. Později se s hercem spřátelil.

## Návrhář
V roce 1968 se Willy Rizzo přestěhoval do Říma a tam objevil svou lásku k designu. Nejprve začal navrhovat nábytek pro vlastní potřebu. V té době měl pocit, že skandinávský design není „ani pohodlný, ani dostatečně luxusní“. Brzy se stal známým jako „designér dolce vita “. Rizzo navrhl současný nábytek, který také hladce zapadl do historických prostor. Jedním z jeho prvních klientů byl Igor „Ghighi“ Cassini, který pracoval jako společenský sloupkař pro noviny politika Williama Randolpha Hearsta a je považován za vynálezce slova „jetset“. Brzy poté si Salvador Dalí a Brigitte Bardotová objednávali nábytek od Rizza. V roce 1968 se kvůli vysoké poptávce Rizzo rozhodl založit vlastní společnost. Otevřel si kancelář v Tivoli u Říma, zpočátku s osmi zaměstnanci, a zařídil mimo jiné byty aristokratů v Palazzo Borghese a Palazzo Ruspoli. V době největšího rozmachu pracovalo v Rizzově kanceláři 150 lidí. Za jeho tvůrčí období vzniklo více než 30 kusů nábytku. Eliptický mramorový stůl Willyho Rizza je dnes vystaven v MoMA v New Yorku.
V roce 1978 Willy Rizzo prodal svou společnost a vrátil se k fotografování. "Nikdy jsem nechtěl být obchodník a nudil jsem se," řekl tehdy. Stýskalo se mu po „bohémském životě fotografa“. Rizzo se přestěhoval zpět do Paříže, kde zemřel v roce 2013.

## Osobní život
Willy Rizzo byl ve vztahu s herečkou Elsou Martinelliovou od roku 1968 do roku 1978. V roce 1979 se oženil s Dominiquou Rizzo. Z manželství vzešly tři děti, Willy junior, Camilla a Gloria.